# NGC 394
NGC 394 je galaksija u zviježđu Ribe.

## Vanjske poveznice
- SEDS: NGC 394